# VV ZIGO
VV ZIGO (Zonder Inspanning Geen Overwinning), opgericht op 6 september 1936, is een Tilburgse amateurvoetbalvereniging. De clubkleuren zijn rood en wit en de club is gevestigd op Sportpark D'n Haaikaant aan de Jac. van Vollenhovenstraat in Tilburg

## Historie
Op 6 september werd ZIGO opgericht door Piet Hensen, die bestuurslid was van de oude club ZIGO die begin jaren 30 ten onder was gegaan. De nieuwe club vestigde zich aan de Schans in de Heikant, een wijk in Tilburg-Noord. Toen de club net begon was het complex van matige kwaliteit. Er waren geen kleedkamers en er was geen kantine. Bovendien had het veld de minimale afmetingen. Door de inzet van de leden door de jaren heen groeide het ZIGO-complex uit tot een mooi complex.
Door de enorme groei van de wijk nam het aantal leden van de club flink toe. In 1973 verhuisde ZIGO daarom naar een nieuw complex aan de Centaurusweg. Hier kreeg het de beschikking over 4 speelvelden en een trainingsveld, een grote kantine en een flink aantal kleedkamers.
In 1974 vond een historisch feit plaats voor ZIGO: het eerste dameselftal werd geplaatst in de competitie. In 1979 werd het eerste internationale A-jeugdtoernooi georganiseerd. Tot begin 21e eeuw zou dit toernooi een begrip zijn in Tilburg. Vele nationale profclubs (onder andere Feyenoord, Willem II en MVV) en ook internationale clubs speelden jaarlijks om de beker. In 1987 werd een nieuwe traditie ingezet. Voortaan zou elke eerste zondag van het nieuwe jaar het Snerttoernooi plaatsvinden (nu: Gérard de Rooij Snerttoernooi). Een zondagmiddag lekker ballen, met na afloop een warme kop erwtensoep.
In 1988 moest ZIGO noodgedwongen verhuizen naar een ander complex, het huidige sportpark 'D'n Haaikaant'. Hier groeide ZIGO uit tot de vierde club van Tilburg met inmiddels (2008) bijna 850 leden. In 1990 werd voor het eerst de jaarlijkse sportdag voor de jeugd op Koninginnedag gehouden.
In de zomerstop van 2007 heeft de gemeente Tilburg een kunstgrasveld aangelegd op het hoofdveld van Sportpark d'n Haaikaant. Jarenlang spelende grote kwalitatieve problemen met de velden hebben dit noodzakelijk gemaakt. Omdat er ook lichtmasten rond het veld komen, kan in het nieuwe seizoen het derde veld, dat voorheen als trainingsveld werd gebruikt, ontlast worden. Hierdoor kan dit veld gebruikt gaan worden als wedstrijdveld en wordt de veldencapaciteit voor de wedstrijden uitgebreid. Na een lange voorbereiding is in 2010 het gebouw gerenoveerd en uitgebreid.
Per seizoen 2010-2011 wordt het sportcomplex gedeeld met dameskorfbalvereniging ZIGO.
In oktober 2011 werd de vereniging door het NOC*NSF genomineerd voor het "Sportbestuur van het jaar 2010/2011" vanwege haar maatschappelijke projecten. De titel ging uiteindelijk naar Voetbalschool Scorende Jongens.
In september 2018 werd een tweede kunstgrasveld geopend, waar eerder (gras)veld 3 gesitueerd was. Hoog nodig door de druk op de grasvelden, heeft de gemeente Tilburg dit aangelegd. Het werd officieel geopend door toenmalig wethouder Erik de Ridder, die de aftrap verrichtte bij ZIGO 2 - Rksv Were Di 2.

## Eerste elftal
De tweede helft van de jaren 90 speelde het eerste elftal van ZIGO met wisselend resultaat in de Vierde klasse van de KNVB. In het seizoen 2003/2004 werd ZIGO kampioen en promoveerde het naar de Derde klasse.
2006/2007
Trainer sinds het seizoen 2006/2007 was Chris Burhenne, ex-profvoetballer van onder andere VVV-Venlo. Onder zijn leiding maakte ZIGO een wisselvallig seizoen door. ZIGO leek te moeten vechten voor degradatie, maar belangrijke overwinningen op concurrenten SV Terheijden en JEKA zorgden ervoor dat de Tilburgers een aantal wedstrijden voor het einde van de competitie uit de gevarenzone klommen. Na een 4-2-overwinning op VV Rijen wist ZIGO uiteindelijk op een zesde plaats in de competitie te eindigen, waarmee het verzekerd bleef van een plaats in de Derde klasse.
2007/2008
Ook in het seizoen 2007/2008 kwam ZIGO weer uit in de Zondag Derde Klasse in het KNVB-district Zuid I. Na een goede competitiestart, waar uit de eerste 4 competitiewedstrijden 9 punten werden behaald komt de klad erin. De club draaide onderin mee in de competitie en degradeerde uiteindelijk.
2008/2009
Met de nieuwe trainer Albert Holtes, voormalig trainer van onder meer LONGA en Uno Animo, begon het seizoen goed. Het eerste duel op zondag 7 september 2008 werd gewonnen van Willem II met 5-0. Het sterk verjongde elftal behaalde daarna echter tegenvallende resultaten, waarna de verhouding tussen de selectie en trainer Holtes verslechterde. Eind 2008 besloten ZIGO en Holtes een einde te maken aan de samenwerking. Hij werd ad interim opgevolgd door Cees Nijkamp.

## Competitieresultaten 1955–2018
| 4 4E |

| 7 4E |

| 4 4E |

| 3 4E |

| 4 4E |

| 5 4E |

| 4 4E |

| 7 4E |

| 8 4F |

| 6 4F |

| 2 4E |

| 1 4E |

| 9 3C |

| 9 3C |

| 11 3C |

| 11 4E |

| 3 4E |

| 11 4E |

| 10 4E |

| 7 4E |

| 4 4E |

| 9 4E |

| 9 4E |

| 12 4E |

|  |

|  |

|  |

| 8 4F |

| 5 4D |

| 6 4E |

| 9 4D |

| 7 4D |

| 8 4D |

| 7 4F |

| 3 4F |

| 1 4F |

| 9 3D |

| 9 3B |

| 6 3B |

| 11 3B |

| 8 4F |

| 12 4E |

| 8 5F |

| 3 5E |

| 7 4E |

| 5 4E |

| 9 4E |

| 3 4E |

| 4 3B |

| 11 3B |

| - 3B |

| Derde klasse | Vierde klasse | Vijfde klasse |

In elke staaf van de grafiek staat van boven naar beneden vermeld: 
- Eindnotering

Dit is de positie die de club heeft bereikt in de competitie, zonder eventuele beslissings-, play-off- of nacompetitiewedstrijden die nodig zijn geweest om bijvoorbeeld de kampioen van de competitie te bepalen.
Indien een * achter het getal staat is de notering een tussenstand en kan het zijn dat de notering niet overeenkomt met de uiteindelijke eindstand van de competitie.
Staat er een - dan is het seizoen nog bezig en is er geen definitieve uitslag bekend.
Staat er xx op de positie van de notering, dan heeft de club vroegtijdig de competitie verlaten. Dit kan onder andere komen door terugtrekking van het team, faillissement van de club of door een uitgedeelde straf van de KNVB. In veel gevallen staat elders in het artikel de reden vermeld.
Staat er een ? dan is het resultaat uit het verleden onbekend, en is alleen de competitie of het niveau bekend van dat seizoen.
In de seizoenen 2019/20 en 2020/21 werd wegens de coronacrisis het amateurvoetbal afgebroken. Daardoor kennen deze staven geen eindklassering (middels -- weergegeven).
- Competitieniveau en afdelingsletter of Officiële eindstand Eredivisie
  - Competitieniveau en afdelingsletter

Hierbij geeft het getal het niveau weer, dat ook terug te vinden is in de legenda. De letter is de afdelingsaanduiding en wordt gebruikt wanneer er meer afdelingen zijn op hetzelfde niveau. De afdelingsletter is altijd een hoofdletter en wordt meestal zonder nummer gebruikt.
Voorbeeld: 2F is niveau 2e klasse competitie F.
Het competitieniveau en nummer wordt niet vermeld wanneer er slechts één competitie van dit niveau was.
  - Officiële eindstand Eredivisie (getal staat tussen haakjes vermeld)

Sinds de introductie van play-offwedstrijden voor Europees voetbal na afloop van de reguliere competitie in 2005/06, is de KNVB verplicht een eindstand van de Eredivisie door te geven aan de UEFA aan de hand van deze play-offwedstrijden.
Bij deze eindstand staan clubs die zich hebben gekwalificeerd voor Europees voetbal hoger dan clubs die zich niet wisten te kwalificeren. Indien er geen verschil was tussen de eindnotering en de officiële eindstand, staat dit getal niet vermeld.

- Onderafdeling

Hier staat afgekort de naam van de onderafdeling indien de club in dat jaar in een onderafdeling uitkwam. Tevens staat deze afkorting in de legenda en wordt gelinkt naar het artikel over deze onderafdeling. Deze afkorting wordt alleen vermeld wanneer de club in het verleden in verschillende onderafdelingen heeft gespeeld. Deze vermelding is in de staaf altijd in kleine letters. Deze onderafdelingen zijn na het seizoen 1995/96 afgeschaft. Heeft de club in slechts één onderafdeling gespeeld, dan is dit alleen terug te vinden in de legenda.
Onder de staaf staat het jaartal vermeld waarin het seizoen is afgesloten. 15 verwijst naar het seizoen 2014/15 of eventueel het seizoen 1914/15.
Wanneer een staaf leeg is, zijn deze gegevens niet bekend. Het kan ook zijn dat de club dat seizoen niet heeft meegespeeld op het hogere amateurniveau, vroegtijdig de competitie heeft verlaten of uit de competitie is gezet.

In het seizoen 1944/45 was er wegens de Tweede Wereldoorlog geen regulier competitievoetbal.

## Bekende voormalig VV ZIGO-spelers
- Dave Smits
- Vanessa Susanna
- Jason Wall
- Gino Mommers